# 무카무카 파라다이스
《무카무카 파라다이스》(일본어: ムカムカパラダイス)는 작가 이가라시 유미코가 원작한 일본의 만화이다.

## 발간
1993년 3월호부터 1994년 9월호까지 《차오》(쇼가쿠칸)에서 발간되었다.

## TV 애니메이션
1993년 9월 4일부터 1994년 8월 27일까지 MBS, TBS 계열에서 방영되었다(총 51화). 대한민국에서는 1996년에 투니버스에서 방영되었다.